# Airborne Tactical Advantage Company
Pour les articles homonymes, voir Atac et ATAC (entreprise).
Pour l’article ayant un titre homophone, voir Attac.
Airborne Tactical Advantage Company, ou ATAC, est une société militaire privée basée à Newport News, en Virginie, aux États-Unis, fondée en 1994.

## Historique

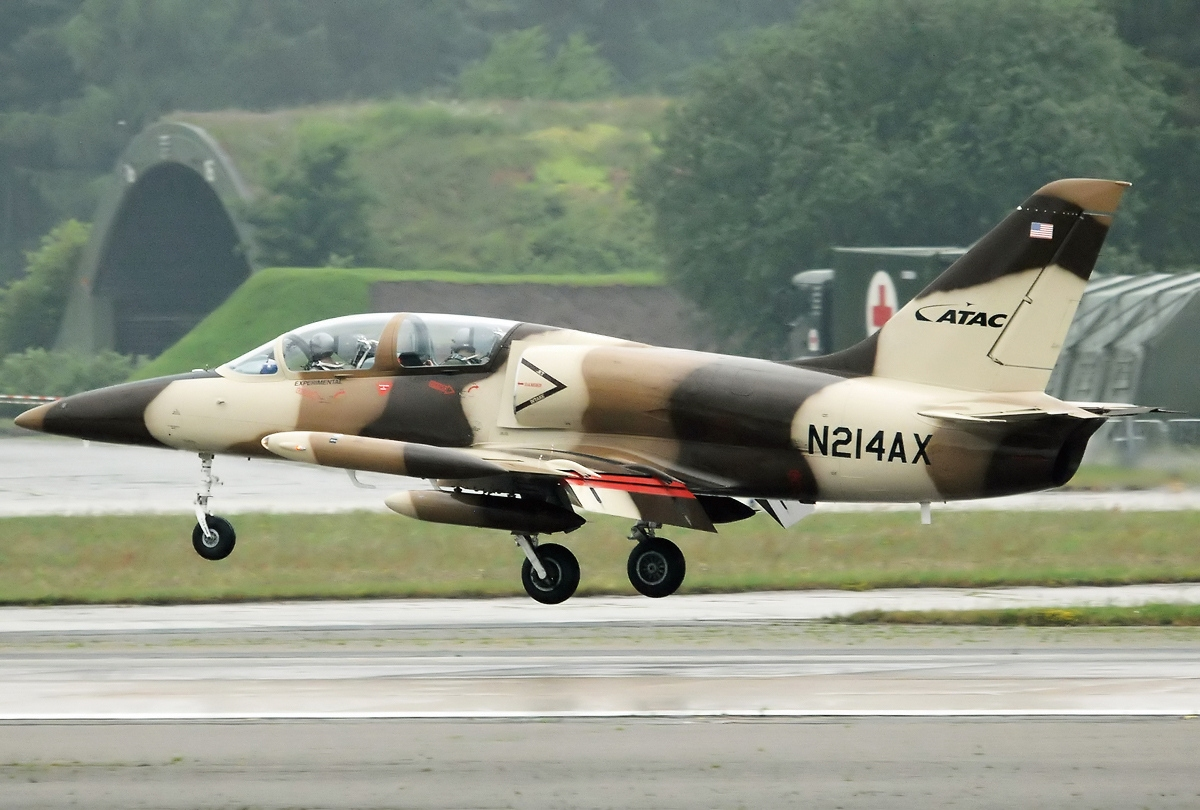
Aero L-39 Albatros de l'Airborne Tactical Advantage Company.

L'entreprise n’était à l'origine qu’une société créée comme second centre d’intérêt par son fondateur Larry Payne et son collègue Jeffrey Parker, deux amis s’étant rencontrés plus jeunes à l'United States Air Force Academy.
Elle exploite ou a exploité divers types d'avions militaires, dont des Mk-58 Hawker Hunter, des avions de combat israéliens F-21 Kfir, des A-4 Skyhawk et des L-39 Albatros dans le cadre d’entraînements de vol tactiques à destination de l'US Navy, de l'US Air Force et de la Garde nationale aérienne. Elle est, en 2019, la seule organisation civile qualifiée pour l’entrainement de la United States Navy Fighter Weapons School (Top Gun) et des F-22 Raptor de l'USAF.
Sa principale base d'opérations aériennes se trouve sur la base aéronavale de Point Mugu.
En août 2009, elle mettait en œuvre dix avions dans les États-Unis contigus, deux à Hawaï et deux au Japon, sur l'installation aéronavale Atsugi dans le cadre d'entraînements planifiés,.
Son centre de maintenance est, en 2019, l'Adversary Center of Excellence d’ATAC, basé sur l'aéroport international de Dallas-Fort Worth, au Texas.
ATAC a été acquise par Textron en 2016 et continue à fonctionner en tant que filiale.

## Flotte

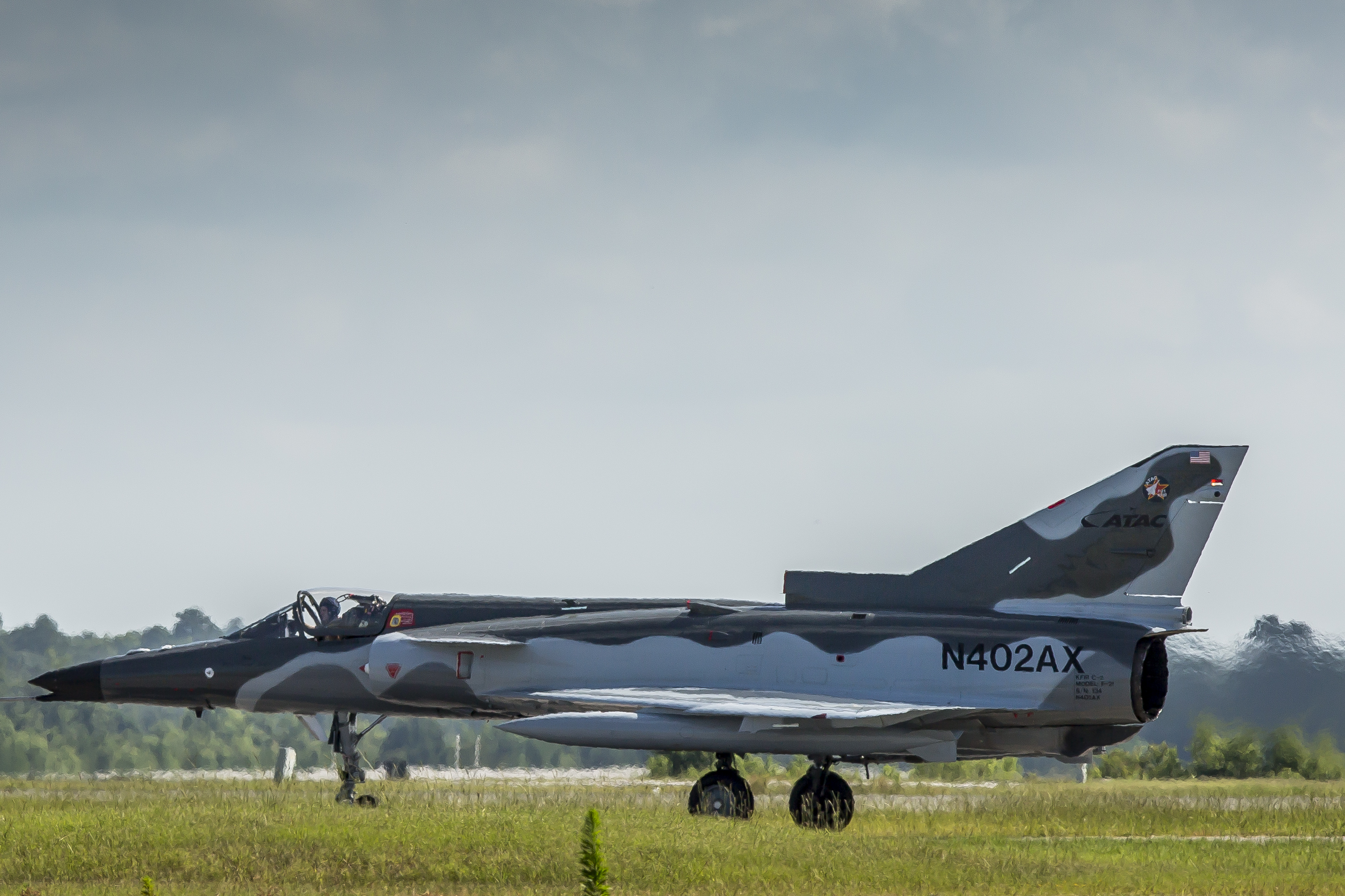
Un IAI F-21 Kfir d'ATAC en 2016.

La flotte d'ATAC comprend les appareils suivants :
- 14 Hawker Hunter F.58 issus des Forces aériennes suisses en 2011, 4 détruits en décembre 2018 ;
- 6 IAI F-21 Kfir en 2015 ;
- 1 Douglas A-4 Skyhawk en 2015 ;
- 2 Aero L-39 Albatros sur 4 anciennement de la Force aérienne roumaine en 2015 ;
- 63 cellules de Dassault Mirage F1 CT, CR et B et 6 millions de pièces détachées, dont environ 150 turboréacteurs Atar 9 K 50 achetés le 4 juillet 2017 pour environ 21 millions d'euros provenant de l'armée de l'air française. Elle réceptionne le dernier le 3 avril 2019[9]. La remise en état de vol coûterait environ 3 millions d'euros par avion[10]. L'entreprise ATAC souhaite faire revoler entre 30 et 45 appareils[10] démilitarisés (retrait des détecteurs d’alerte, lance-leurres, caméras et canons…), par la Société anonyme belge de constructions aéronautiques, SABCA), afin de les mettre en conformité avec le registre de la FAA, qui leur délivre une immatriculation civile à partir de 2018[11]. Le premier vol a lieu le 22 août 2019[12]. Pendant cette seconde vie, d'une durée estimée de dix à quinze ans, les F1 devraient effectuer entre 200 et 250 heures de vol par an pour simuler des agresseurs[13].

Avec les Mirage F-1, elle déclare en 2019 avoir la plus importante flotte d’avions privés ADAIR [Adversary Air] du monde, mais Draken International, avec plus de 140 avions, revendique également le titre.

## Accidents
8 juillet 2010
Le Douglas A-4 Skyhawk N123AT a perdu de la puissance au décollage et s'est écrasé dans un champ près de la base aéronavale de Fallon. Le pilote s'est éjecté en toute sécurité. Les enquêtes de la FAA et du NTSB sont terminées.
6 mars 2012
L'IAI Kfir N404AX s'est écrasé dans un bâtiment situé près de la base aéronavale de Fallon par mauvais temps, tuant le pilote. Les enquêtes de la FAA et du NTSB sont terminées.
18 mai 2012
Un Hawker Hunter s'est écrasé dans un champ en approche finale à la base aéronavale de Point Mugu, tuant le pilote. Les enquêtes de la FAA et du NTSB sont terminées,.
29 octobre 2013
Le Hawker Hunter N332AX s’est écrasé dans un champ près de la base aéronavale de Point Mugu, tuant le pilote. Les enquêtes de la FAA et du NTSB sont terminées,,.
22 août 2017
Un Hawker Hunter s'est écrasé à environ 160 kilomètres des côtes de San Diego. Le pilote a pu s'éjecter et a été récupéré par un hélicoptère à bord du porte-avions USS Theodore Roosevelt.
13 décembre 2018
Un Hawker Hunter s'écrase en mer à 5 km de l'aéroport international d'Honolulu. Le pilote s'est éjecté, blessé, il est évacué par les Coast Guards.